# Poiana Lacului
Poiana Lacului est une commune roumaine située dans le județ d'Argeș.